# Sean Burnett
Pour les articles homonymes, voir Burnett.
Sean Richard Burnett (né le 17 septembre 1982 à Dunedin, Floride, États-Unis) est un lanceur de relève gaucher des Ligues majeures de baseball.

## Carrière

### Pirates de Pittsburgh
Sean Burnett est repêché le 5 juin 2000 par les Pirates de Pittsburgh au 1er tour (19e choix).
Il fait ses débuts en Ligue majeure le 30 mai 2004. Burnett joue 13 matchs comme lanceur partant lors de la saison 2004, obtenant 5 victoires pour 5 défaites et une moyenne de points mérités de 5,02 en 71,2 manches lancées et un match complet.
Une blessure à l'épaule l'écarte des terrains lors de toute la saison 2005. Il passe les saisons 2006 et 2007 en Triple-A chez les Indianapolis Indians.
Burnett retrouve l'effectif des Pirates en 2008 comme lanceur de relève.

### Nationals de Washington
Le 30 juin 2009, Burnett et le voltigeur de gauche Nyjer Morgan passent des Pirates de Pittsburgh aux Nationals de Washington, en retour du voltigeur Lastings Milledge et du lanceur Joel Hanrahan. Il termine la saison avec un dossier victoires-défaites de 2-3, un sauvetage et une moyenne de points mérités de 3,12 en 57 manches lancées au cours de 71 sorties en relève.
En 2010, il maintient une excellente moyenne de points mérités de 2,14 à sa première saison complète à Washington. Les Nationals l'envoient au monticule à 73 reprises et il réussit 62 retraits sur des prises et 3 sauvetages en 63 manches lancées. Cependant, malgré ces bonnes statistiques, il est malchanceux et encaisse 7 défaites pour une seule victoire.
Sa saison 2011 est plus difficile alors que sa moyenne de points mérités frôle les 6,00 après deux mois. À la fin du calendrier régulier, sa moyenne est à 3,81 en 69 sorties et 56,2 manches lancées. Son nombre de retraits sur des prises tombe à 33, près de la moitié moins que son total de l'année précédente.
Burnett connaît une bonne saison 2012 et aide les Nationals à remporter leur premier championnat de division. Amené en relève dans 70 parties, il présente une moyenne de points mérités de 2,38 en 56 manches et deux tiers lancées, avec 57 retraits sur des prises, seulement 12 buts-sur-balles alloués, une victoire, deux défaites et deux sauvetages. Pour la première fois de sa carrière, il joue en séries éliminatoires mais accorde quatre points, dont trois mérités, en une manche lancée contre les Cardinals de Saint-Louis en Séries de divisions.

### Angels de Los Angeles
Devenu agent libre après trois ans et demi à Washington, Burnett signe le 12 décembre 2012 un contrat de huit millions de dollars pour deux ans avec les Angels de Los Angeles.
Il joue peu durant ses deux saisons : la première, en 2013, est marquée par une opération au coude gauche, qu'il se blesse à nouveau après 3 matchs joués en 2014. Il lance au total 10 manches et un tiers en 16 parties des Angels, accordant deux points mérités.
Absent du jeu en 2015, il participe au entraînement de printemps des Nationals de Washington en 2016 mais est l'un des derniers joueurs retranchés par le club à quelques heures du début d'une nouvelle saison.